# Pterolophia reducta
Pterolophia reducta är en skalbaggsart som först beskrevs av Francis Polkinghorne Pascoe 1865.  Pterolophia reducta ingår i släktet Pterolophia och familjen långhorningar.
Artens utbredningsområde är Sulawesi. Inga underarter finns listade i Catalogue of Life.